# Morti nel 2013/Novembre
| Questa pagina contiene informazioni ricavate automaticamente dalle voci biografiche con l'ausilio del template Bio e di un bot. L'aggiornamento è periodico e automatico e ricostruisce completamente la pagina. Se manca una persona in questa lista, sei pregato di non aggiungerla, ma accertati piuttosto che la sua voce biografica contenga il template Bio e che i dati anagrafici siano correttamente compilati. Se il template Bio manca, inseriscilo tu stesso o, in alternativa, metti l'avviso {{tmp\|Bio}} che ne segnala la mancanza. Se i dati riportati sono sbagliati, correggi direttamente la voce biografica; le modifiche saranno visibili in questa lista entro pochi giorni. Per chiarimenti vedi il progetto biografie. La lista contiene solo le 152 persone che sono citate nell'enciclopedia e per le quali è stato implementato correttamente il template Bio. Pagina aggiornata al 18 lug 2025. |

- 1º novembre - François Bovon, biblista svizzero (n. 1938)
- 1º novembre - Giovanni Battista Lanzani, giornalista italiano (n. 1936)
- 2 novembre - Walt Bellamy, cestista statunitense (n. 1939)
- 2 novembre - Vasco Giuseppe Bertelli, vescovo cattolico italiano (n. 1924)
- 2 novembre - Josef Ezr, cestista e allenatore di pallacanestro cecoslovacco (n. 1923)
- 2 novembre - Daniele Sette, fisico italiano (n. 1918)
- 3 novembre - Gerard Cieślik, calciatore polacco (n. 1927)
- 3 novembre - William J. Coyne, politico statunitense (n. 1936)
- 3 novembre - Géza Gallos, calciatore austriaco (n. 1948)
- 3 novembre - Vladimir Musalimov, pugile sovietico (n. 1944)
- 3 novembre - Trần Văn Quang, generale vietnamita (n. 1917)
- 4 novembre - Hakon Barfod, velista norvegese (n. 1926)
- 4 novembre - Hans von Borsody, attore austriaco (n. 1929)
- 4 novembre - Angelo Sala, giornalista e scrittore italiano (n. 1952)
- 5 novembre - Dino Gifford, calciatore italiano (n. 1917)
- 5 novembre - Bobby Thomason, giocatore di football americano statunitense (n. 1928)
- 5 novembre - Stuart Williams, calciatore e allenatore di calcio gallese (n. 1930)
- 6 novembre - Mirella Falco, attrice italiana (n. 1933)
- 6 novembre - Les Hunt, hockeista su ghiaccio canadese (n. 1937)
- 6 novembre - Clarence Parker, giocatore di football americano e giocatore di baseball statunitense (n. 1912)
- 6 novembre - Vincenzo Rossi, scrittore e poeta italiano (n. 1924)
- 6 novembre - Elisabeta Strul, rumena (n. 1920)
- 6 novembre - Roberto Zárate, calciatore argentino (n. 1932)
- 7 novembre - Ian Davies, cestista australiano (n. 1956)
- 7 novembre - Mary Eyre, tennista e hockeista su prato britannica (n. 1923)
- 7 novembre - Andro Linklater, scrittore e storico scozzese (n. 1944)
- 7 novembre - Jack Mitchell, fotografo statunitense (n. 1925)
- 7 novembre - Ciro Paglia, giornalista e saggista italiano (n. 1940)
- 7 novembre - Amparo Rivelles, attrice spagnola (n. 1925)
- 7 novembre - Manfred Rommel, politico tedesco (n. 1928)
- 7 novembre - Federico Tavan, poeta italiano (n. 1949)
- 8 novembre - Gisela Bolaños, modella venezuelana (n. 1935)
- 8 novembre - Simone Marsili, calciatore italiano (n. 1933)
- 8 novembre - Mario Toffetti, artista italiano (n. 1948)
- 8 novembre - Paulo de Almeida, calciatore brasiliano (n. 1933)
- 9 novembre - Ivo Lorenzi, giocatore di curling e dirigente sportivo italiano (n. 1923)
- 9 novembre - Filip Müller, scrittore slovacco (n. 1922)
- 9 novembre - Giorgio Rifelli, sessuologo e psicologo italiano (n. 1941)
- 10 novembre - Johnny Matchefts, hockeista su ghiaccio statunitense (n. 1931)
- 10 novembre - Giorgio Orelli, scrittore, poeta e traduttore svizzero (n. 1921)
- 10 novembre - Enzo Vecchiè, calciatore italiano (n. 1951)
- 11 novembre - John Barnhill, cestista e allenatore di pallacanestro statunitense (n. 1938)
- 11 novembre - Domenico Bartolucci, cardinale, compositore e direttore di coro italiano (n. 1917)
- 11 novembre - Giampiero Crespi, aviatore e militare italiano (n. 1918)
- 11 novembre - Charles Perrot, biblista e presbitero francese (n. 1929)
- 12 novembre - Mavis Lever, crittografa britannica (n. 1921)
- 12 novembre - Giuseppe Casari, calciatore italiano (n. 1922)
- 12 novembre - Erik Dyreborg, calciatore danese (n. 1940)
- 12 novembre - Luis Ibarra, allenatore di calcio cileno (n. 1937)
- 12 novembre - Tore Lindseth, allenatore di calcio e calciatore norvegese (n. 1948)
- 12 novembre - Luciano Melani, attore, doppiatore e direttore del doppiaggio italiano (n. 1928)
- 12 novembre - Massimo Nosetti, organista, compositore e direttore d'orchestra italiano (n. 1960)
- 12 novembre - Steve Rexe, hockeista su ghiaccio canadese (n. 1947)
- 12 novembre - Al Ruscio, attore statunitense (n. 1924)
- 12 novembre - Aleksandr Aleksandrovič Serebrov, cosmonauta sovietico (n. 1944)
- 12 novembre - John Tavener, compositore britannico (n. 1944)
- 12 novembre - Kurt Trampedach, pittore e scultore danese (n. 1943)
- 12 novembre - William Weaver, traduttore e saggista statunitense (n. 1923)
- 13 novembre - Fritz Altmeyer, calciatore tedesco (n. 1928)
- 13 novembre - Thierry Gerbier, biatleta francese (n. 1965)
- 13 novembre - Barbara Lawrence, attrice e modella statunitense (n. 1930)
- 13 novembre - Mauro Nesti, pilota automobilistico italiano (n. 1935)
- 13 novembre - Aloysius Ferdinandus Zichem, vescovo cattolico surinamese (n. 1933)
- 14 novembre - Andrea Bianchi, regista italiano (n. 1925)
- 14 novembre - Jorge Oyarbide, calciatore uruguaiano (n. 1944)
- 15 novembre - Sheila Allen, attrice statunitense (n. 1929)
- 15 novembre - Paolo Budinich, fisico italiano (n. 1916)
- 15 novembre - Luciana Capodanno, giocatrice di bridge italiana (n. 1934)
- 15 novembre - Raimondo D'Inzeo, cavaliere italiano (n. 1925)
- 15 novembre - Walter Fornasa, psicologo e pedagogista italiano (n. 1951)
- 15 novembre - Glafkos Klerides, politico cipriota (n. 1919)
- 15 novembre - Mickey Knox, attore, dialoghista e traduttore statunitense (n. 1921)
- 15 novembre - Mike McCormack, giocatore di football americano e allenatore di football americano statunitense (n. 1930)
- 16 novembre - Arne Pedersen, calciatore norvegese (n. 1931)
- 16 novembre - William Ward, IV conte di Dudley, nobile scozzese (n. 1920)
- 17 novembre - Alfred Blake, ufficiale e politico britannico (n. 1915)
- 17 novembre - Joe Dean, cestista e dirigente sportivo statunitense (n. 1930)
- 17 novembre - Syd Field, sceneggiatore statunitense (n. 1935)
- 17 novembre - Mario Leone, politico italiano (n. 1922)
- 17 novembre - Doris Lessing, scrittrice britannica (n. 1919)
- 18 novembre - Edgar Falch, calciatore norvegese (n. 1930)
- 18 novembre - Thomas Howard, giocatore di football americano statunitense (n. 1983)
- 18 novembre - Ljubomir Vračarević, artista marziale serbo (n. 1947)
- 19 novembre - Taïsija Čenčyk, altista sovietica (n. 1936)
- 19 novembre - Marcello D'Orta, insegnante e scrittore italiano (n. 1953)
- 19 novembre - André Filippini, bobbista, dirigente sportivo e imprenditore svizzero (n. 1924)
- 19 novembre - Ray Gosling, giornalista e attivista inglese (n. 1939)
- 19 novembre - Cesare Matteini, politico italiano (n. 1921)
- 19 novembre - Matthias N'Gartéri Mayadi, arcivescovo cattolico ciadiano (n. 1942)
- 19 novembre - Frederick Sanger, chimico britannico (n. 1918)
- 19 novembre - Maximilian Schindele, dirigente d'azienda tedesco (n. 1933)
- 20 novembre - Sylvia Browne, sensitiva, saggista e insegnante statunitense (n. 1936)
- 20 novembre - Irene Cefaro, attrice italiana (n. 1935)
- 20 novembre - Joseph Paul Franklin, serial killer e terrorista statunitense (n. 1950)
- 20 novembre - Jasha Levi, giornalista e scrittore jugoslavo (n. 1921)
- 20 novembre - Franco Selleri, fisico italiano (n. 1936)
- 20 novembre - Michael Thevis, imprenditore e criminale statunitense (n. 1932)
- 20 novembre - Roland de Candé, musicologo, compositore e critico musicale francese (n. 1923)
- 21 novembre - Saverio Catania, politico italiano (n. 1935)
- 21 novembre - Vern Mikkelsen, cestista, allenatore di pallacanestro e dirigente sportivo statunitense (n. 1928)
- 21 novembre - Bernard Parmegiani, compositore francese (n. 1927)
- 21 novembre - Piero Sammataro, attore e regista teatrale italiano (n. 1938)
- 21 novembre - Conrad Susa, compositore statunitense (n. 1935)
- 21 novembre - Maurice Vachon, wrestler e lottatore canadese (n. 1929)
- 22 novembre - Roberto Bruni, attore italiano (n. 1916)
- 22 novembre - Carla De Benedetti, fotografa italiana (n. 1932)
- 22 novembre - Jancarlos, calciatore brasiliano (n. 1983)
- 22 novembre - Georges Lautner, regista, sceneggiatore e scrittore francese (n. 1926)
- 22 novembre - Alec Reid, presbitero irlandese (n. 1931)
- 23 novembre - Corrado Castellari, cantautore, compositore e chitarrista italiano (n. 1945)
- 23 novembre - Costanzo Preve, filosofo e politologo italiano (n. 1943)
- 23 novembre - Ruggero Sbrogiò, politico italiano (n. 1932)
- 24 novembre - Amedeo Amadei, calciatore e allenatore di calcio italiano (n. 1921)
- 24 novembre - Lorenzo Coleman, cestista statunitense (n. 1975)
- 24 novembre - Arnaud Coyot, ciclista su strada francese (n. 1980)
- 24 novembre - Cesare Pirisi, politico e giornalista italiano (n. 1926)
- 24 novembre - Vincenzo Zucchini, allenatore di calcio, dirigente sportivo e calciatore italiano (n. 1947)
- 25 novembre - Oralia Domínguez, mezzosoprano messicano (n. 1925)
- 25 novembre - Bill Foulkes, calciatore e allenatore di calcio inglese (n. 1932)
- 25 novembre - Robert Guillin, cestista francese (n. 1926)
- 25 novembre - Chico Hamilton, batterista statunitense (n. 1921)
- 25 novembre - Al Plastino, fumettista e illustratore statunitense (n. 1921)
- 25 novembre - Toshiaki Tsushima, musicista giapponese (n. 1936)
- 26 novembre - René Bouloc, attore francese (n. 1944)
- 26 novembre - Marcello Gatti, direttore della fotografia italiano (n. 1924)
- 26 novembre - Jane Kean, attrice, cantante e doppiatrice statunitense (n. 1923)
- 26 novembre - Saul Leiter, fotografo e pittore statunitense (n. 1923)
- 26 novembre - Tony Musante, attore statunitense (n. 1936)
- 26 novembre - Cayetano Ré, allenatore di calcio e calciatore paraguaiano (n. 1938)
- 26 novembre - Raimondo Ricci, avvocato, politico e partigiano italiano (n. 1921)
- 26 novembre - William Stevenson, scrittore e giornalista canadese (n. 1924)
- 26 novembre - Mimmo Surace, cantante e compositore italiano (n. 1925)
- 27 novembre - Attilio Bravi, lunghista italiano (n. 1936)
- 27 novembre - Enrico Nicchi, calciatore italiano (n. 1937)
- 27 novembre - Nílton Santos, calciatore brasiliano (n. 1925)
- 28 novembre - Mitja Ribičič, politico jugoslavo (n. 1919)
- 28 novembre - Alessandro Setti, generale italiano (n. 1915)
- 28 novembre - Danny Wells, attore e doppiatore canadese (n. 1941)
- 29 novembre - Guerriero Bolli, storico italiano (n. 1915)
- 29 novembre - Oliver Cheatham, cantante statunitense (n. 1948)
- 29 novembre - Charles Cooper, attore statunitense (n. 1926)
- 29 novembre - Natal'ja Evgen'evna Gorbanevskaja, poetessa, traduttrice e attivista russa (n. 1936)
- 29 novembre - Valdis Muižnieks, cestista sovietico (n. 1935)
- 29 novembre - Umberto Panini, imprenditore italiano (n. 1930)
- 29 novembre - Raphael Sealey, storico britannico (n. 1927)
- 30 novembre - Jurij Vasil'evič Jakovlev, attore sovietico (n. 1928)
- 30 novembre - Jean Kent, attrice britannica (n. 1921)
- 30 novembre - Moussa Konaté, scrittore maliano (n. 1951)
- 30 novembre - Tabu Ley Rochereau, cantante della Repubblica Democratica del Congo (n. 1940)
- 30 novembre - Doriano Romboni, pilota motociclistico italiano (n. 1968)
- 30 novembre - Wilfrid Stinissen, presbitero, teologo e scrittore belga (n. 1927)
- 30 novembre - Paul Walker, attore statunitense (n. 1973)